# Japansk lönn
Japansk lönn (Acer palmatum) är en kinesträdsväxtart som beskrevs av Carl Peter Thunberg. Arten ingår i släktet lönnar inom familjen kinesträdsväxter.

## Biologi och spridning
Arten blir cirka 2–3 meter hög. Den har femdelade, stjärnformiga blad som får klart vinröda färger, ofta långt innan hösten.
Japansk lönn härstammar från Japan och Kina. Den odlas som prydnadsväxt i bland annat södra delen av Sverige.

## Underarter och släktingar
Arten delas in i följande underarter:
- A. p. amoenum
- A. p. palmatum

Arten Acer palmatum är både inom botaniken och i trädgårdsodling på svenska känd som japansk lönn. Detta trivialnamn används även om den besläktade arten Acer japonicum, vars artnamn just betyder 'japansk lönn'.

## Galleri

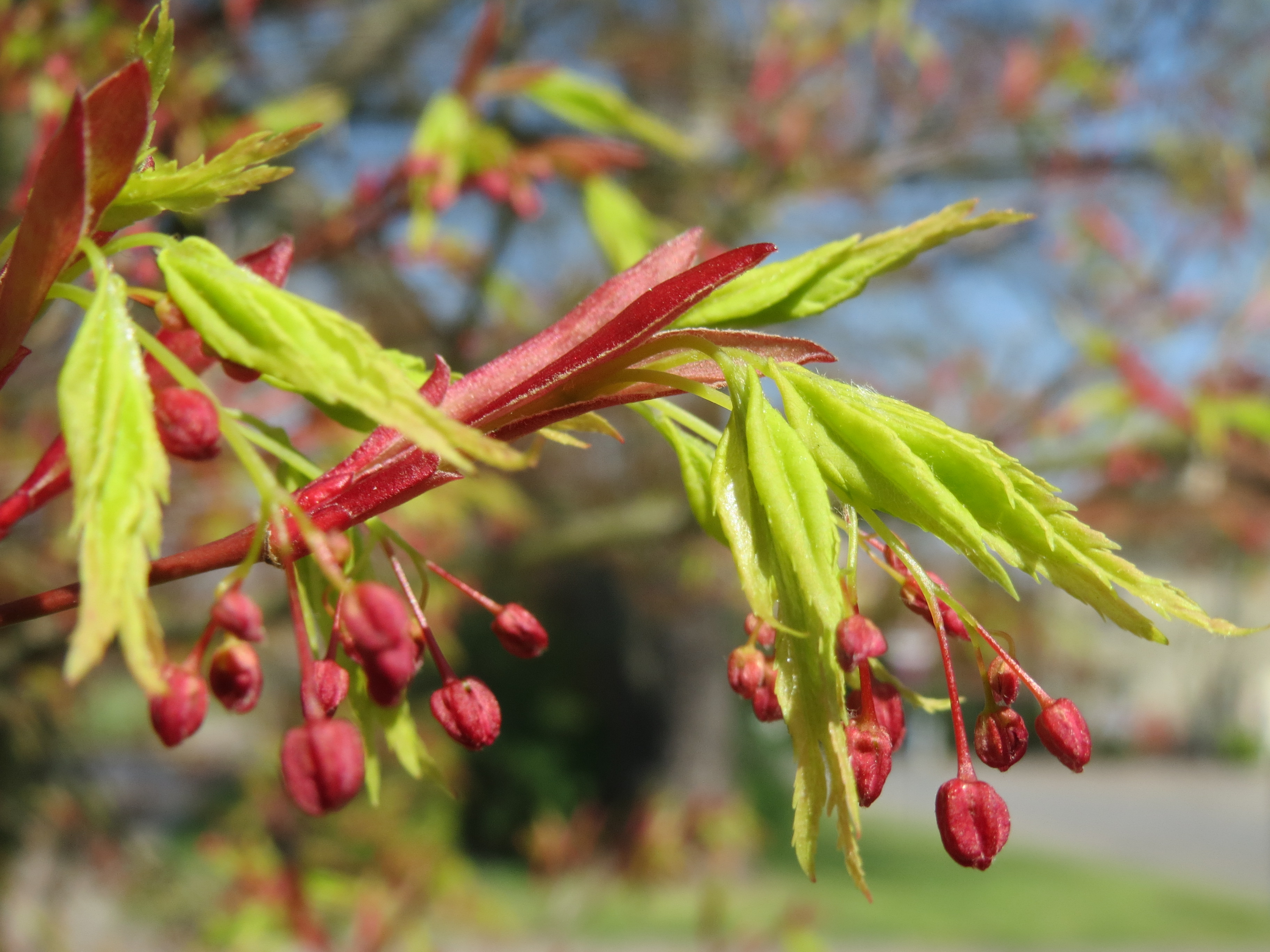
Japansk lönn under lövsprickningstiden (Tyskland sent i mars).
Japansk lönn under blomningstiden (Tyskland i april).
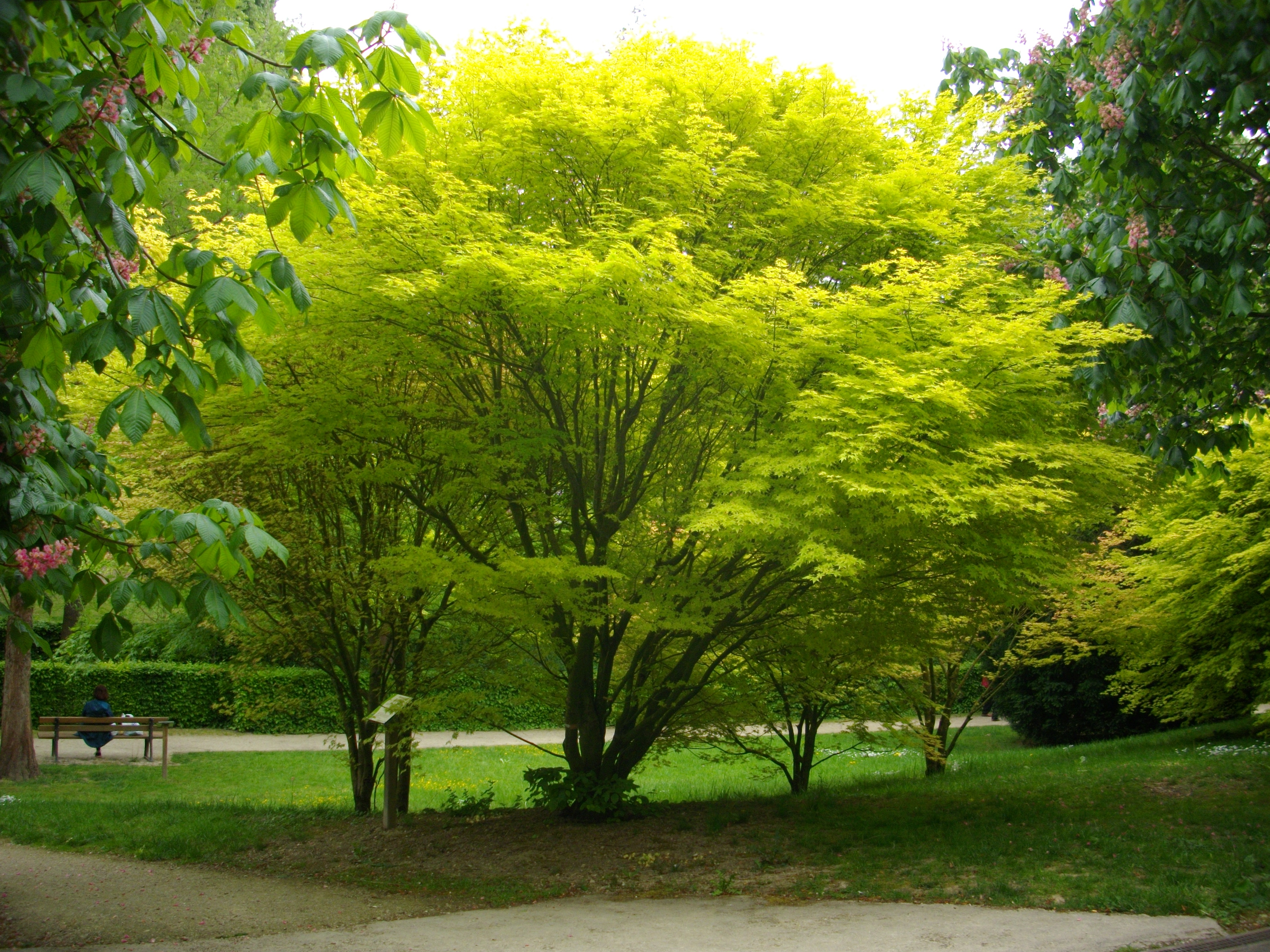
Japanska lönnar i norra Frankrike (maj månad).
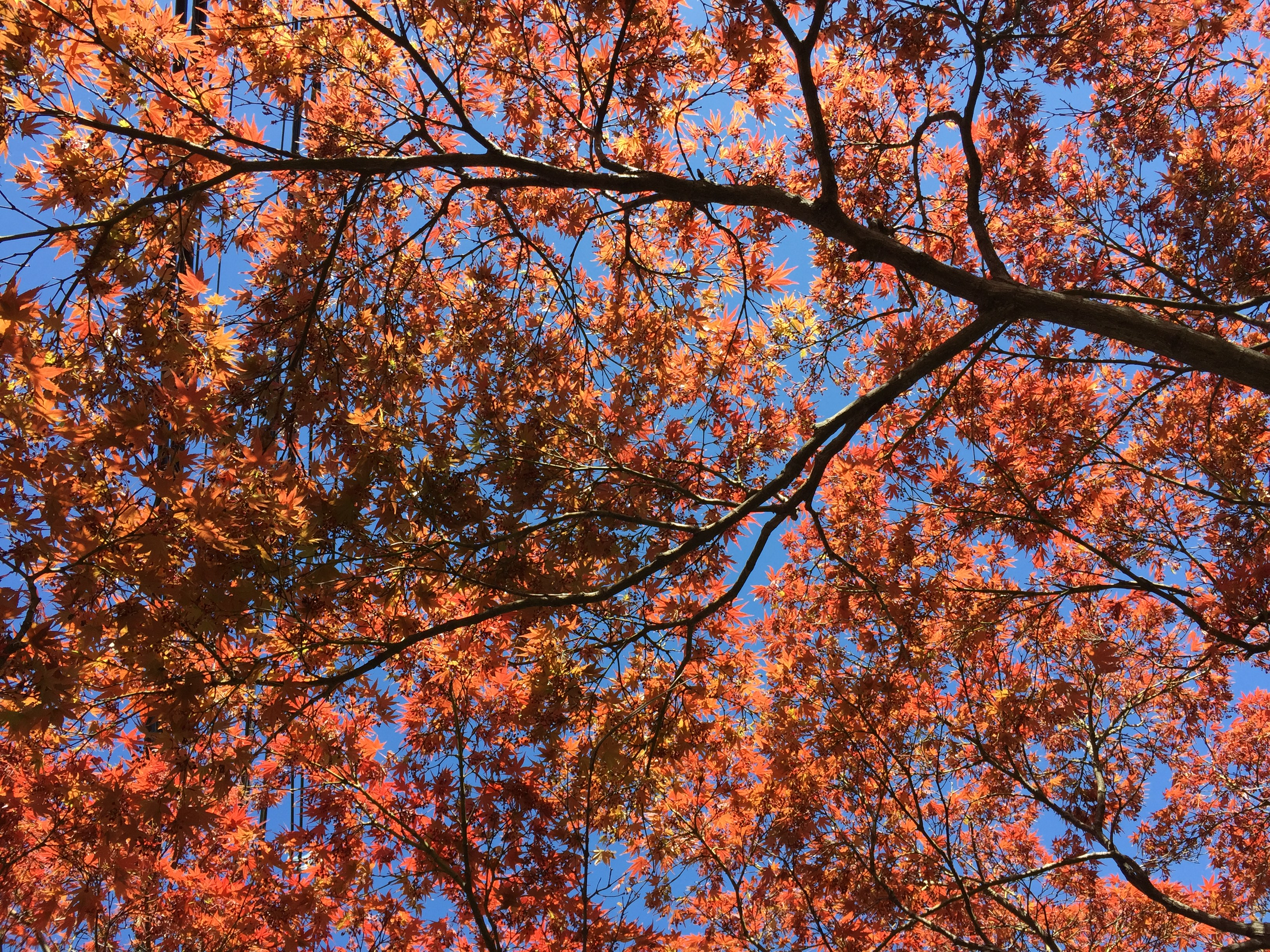
Rödtonat lövverk i april (östra USA).
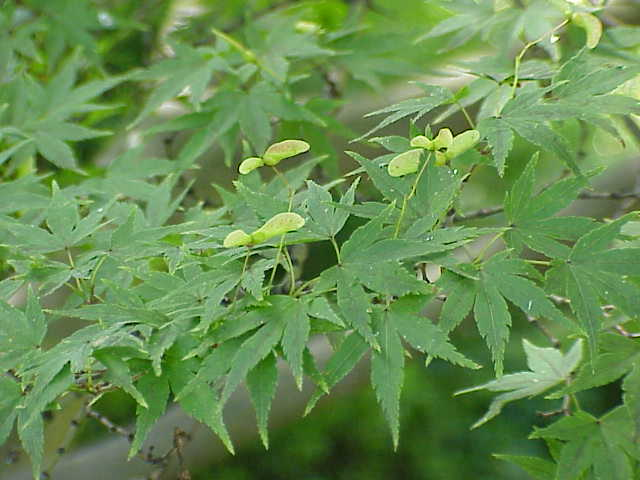
Blad och frukter (Tyskland).
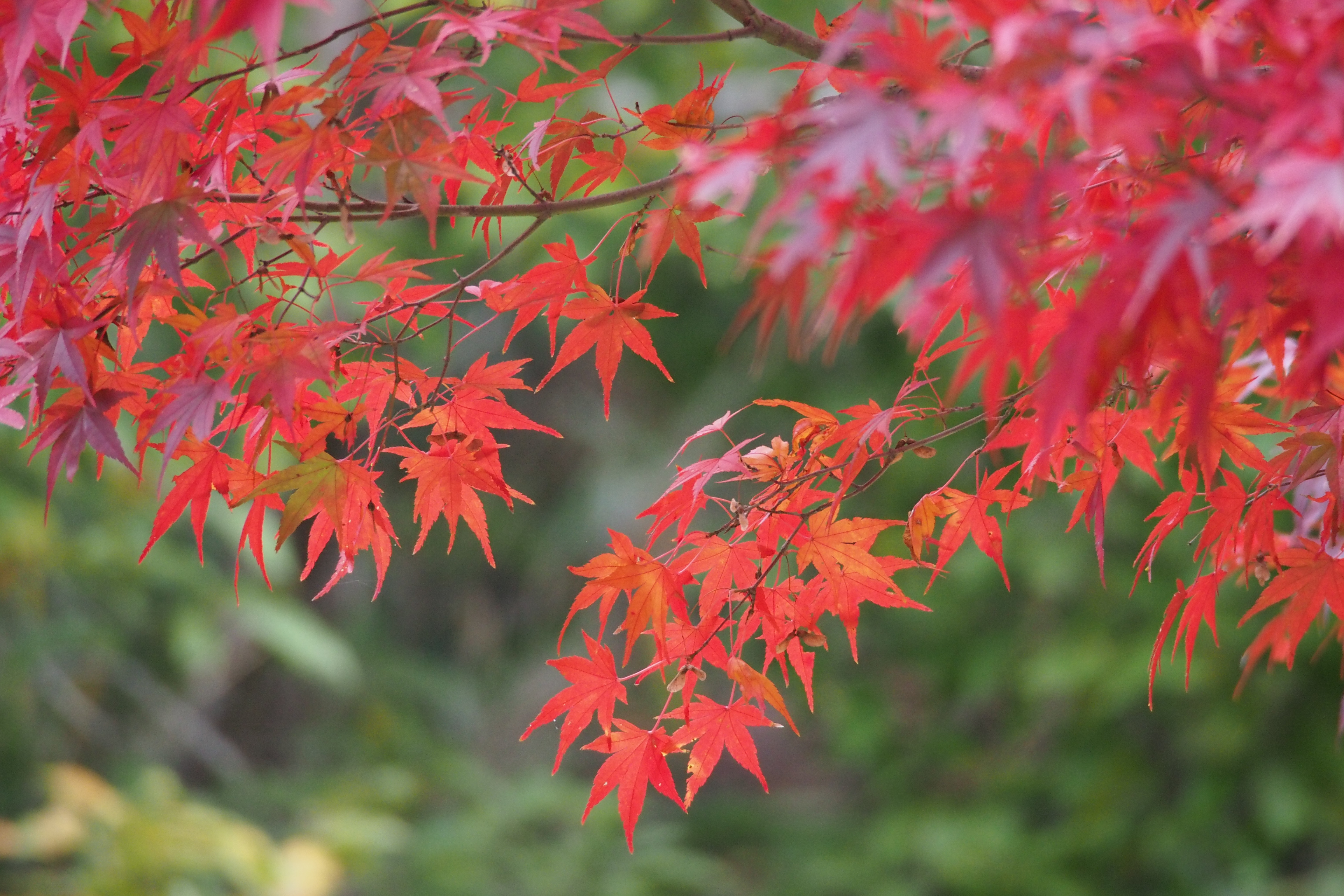
Lövverk i november (i japanska Kobe).